# Іслагуддін Сіддікуї
Іслагуддін Сіддікуї (10 січня 1948) — пакистанський хокеїст на траві.
Срібний призер Олімпійських Ігор 1972 року, бронзовий призер 1976 року.
Переможець Азійських ігор 1970, 1974, 1978 років.
Чемпіон світу 1971, 1978 років, срібний призер 1975 року.
Переможець Трофею чемпіонів 1978 року.